# Conjunto Arqueológico Romano de Medina Sidonia
El Conjunto Arqueológico Romano de Medina Sidonia se encuentra en el municipio del mismo nombre, en la provincia de Cádiz (España).

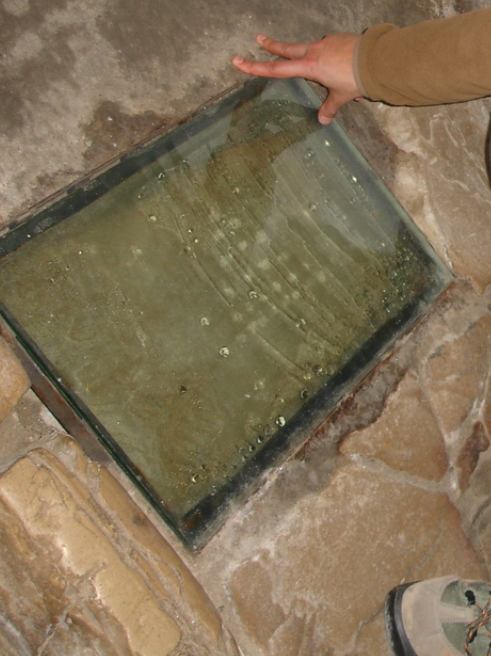
Detalle de un juego esculpido en una piedra de la calzada

## Características
El conjunto data del siglo I y muestra el entramado urbano y las infraestructuras que daban forma a la ciudad romana de Asido Caesarina. Se pueden apreciar restos de una vivienda, una calle pavimentada y lo que serían los sótanos de una gran edificación. De especial importancia son los tramos de cloacas existentes. Además de estas, pueden encontrarse partes de hornos alfareros de época musulmana.

## Museo
Tras un periodo de ampliación y puesta en valor, el enclave se ha proyectado para albergar el Museo Arqueológico de Medina Sidonia.